# 1815 в Україні

## Особи

### Народились
- 5 січня, Карпенко Степан Данилович (1815 — після 1886) — український актор, композитор, письменник, співак.
- 15 січня, Подолинський Василь Іванович (1815—1875) — український громадсько-політичний діяч у Галичині, греко-католицький священник, публіцист, історик.
- 2 лютого, Корнель Кшечунович (1815—1881) — галицький польський політик вірменського походження.
- 29 лютого, Юзичинський Антін (1815—1886) — церковний і політичний діяч, греко-католицький священник, москвофіл.
- 4 березня, Вербицький Михайло Михайлович (1815—1870) — український композитор, хоровий диригент, священник УГКЦ, громадський діяч, автор музики державного гімну України «Ще не вмерла Україна».
- 7 квітня, Балтарович Іван Констянтинович (1815—1900) — український священник, громадський діяч.
- 12 травня, Григорович Віктор Іванович (1815—1876) — український славіст, педагог, член-кореспондент Петербурзької АН, член багатьох іноземних наукових товариств. Один з основоположників слов'янської філології в Російській імперії.
- 29 травня, Гірс Олександр Карлович (1815—1880) — російський сенатор, дійсний таємний радник.
- травень, Степан Качала (1815—1888) руський (український) галицький греко-католицький священник, з 1861 до смерті — посол до Галицького сейму; посол до Австрійського райхсрату (1861—1879). Член-засновник Товариства ім. Шевченка, Народного Дому, товариства «Просвіта», Народної Ради, «Руського товариства педагогічного», політичний і громадський діяч, народовець, публіцист, великий покровитель української літератури.
- 17 серпня, Олександр Верига-Даровський (1817—1874) — польсько-український письменник, історик і геральдист.
- 10 жовтня, Яків Загайський (1815—1887) — священник-василіянин, педагог, директор Бучацької василіянської гімназії (1857—1868 і 1869—1870), протоігумен провінції Найсвятішого Спасителя у 1874—1878 роках.
- 6 листопада, Марцелій Лапчинський (1815—1873) — український педагог, архівіст, чернець-бернардинець, римо-католицький релігійний діяч.
- Іван Бірецький (1815—1883) — греко-католицький священник, український суспільний діяч, перший збирач лемківського фольклору.
- Борисикевич Іван Іванович (1815—1892) — український громадський та політичний діяч Галичини. Доктор права. Заступник голови Головної Руської Ради, співорганізатор Собору руських учених, почесний член товариства «Просвіта». Посол на Галицький сейм (1861—1869), депутат австрійського парламенту (1848—1849, 1861—1867).
- Галенковський Андрій Йосипович (1815 — ?) — український віолончеліст і композитор та юрист.
- Казимир Грохольський (1815—1888) — польський громадсько-політичний діяч, державний діяч Австро-Угорщини. Перший міністр у справах Галичини в уряді Гогенварта, сприяв спольщенню навчального процесу у Львівському університеті.
- Дулишкович Іван (1815—1883) — греко-католицький священник, закарпатський історик.
- Коссак Михайло (народовець) (1815—1890) — львівський міщанин, громадський діяч-народовець, етнограф та історик.
- Кравченко-Касьян Іван (1815—1878?) — кобзар.
- Раковський Іван Іванович (1815—1885) — закарпатський греко-католицький священник і громадський діяч москвофільської орієнтації.

### Померли
- 20 травня, Ян Амброз (1744—1815) — професор канонічного і кримінального права Львівського університету, ректор університету в 1789—1790 і 1805—1806 роках.
- 23 грудня, Ян Непомуцен Потоцький (1761—1815) — польський письменник (романіст, драматург), історик, етнограф, археолог, географ, соціолог, публіцист, редактор, видавець, бібліограф, мандрівник Європою та Азією.
- Брадач Михайло (1748—1815) — титулярний єпископ Дариленський, управляв як генеральний вікарій мукачівською єпархією (1809—1815).
- Трохимовський Михайло (1730—1815) — український лікар.

## Засновані, створені
- Цісарський і королівський піхотний полк № 15 в Тернополі
- «Брати Яхненки і Симиренко»
- Кенаси в Євпаторії
- Церква Різдва Пресвятої Богородиці (Ладичин)
- Спасо-Преображенська церква (Яблунівка)
- Церква Успіння Пресвятої Богородиці (Гермаківка, УГКЦ)
- Балясне (Гадяцький район)
- Благодатне (Ананьївський район)
- Веселе (смт)
- Красне (Тарутинський район)
- Людвинівка (Макарівський район)
- Маринове
- Михайлин (Козятинський район)
- Новоселівка (Ананьївський район)
- Підгірне (Підгірненська сільська рада, Тарутинський район)
- Приозерне (Кілійський район)
- Соше-Острівське
- Суворове (смт)
- Тютюрівщина
- Хрещатицьке

## Зникли, скасовані
- Тернопільський край